# Наатанен, Ристо
Ри́сто Ка́лерво На́атанен (фин. Risto Kalervo Näätänen; 14 июня 1939, Хельсинки — 5 октября 2023, Хельсинки) — финский психолог и нейробиолог, открыватель феномена «негативности рассогласования».

## Биография
Начал изучать психологию в Хельсинкском университете в 1958 году; затем работал в лаборатории Дональда Линдсли в Калифорнийском университете в Лос-Анджелесе (1965—1966). Под наблюдением Линдсли он защитил в Хельсинкском университете в 1967 году докторскую диссертацию о мозговых механизмах селективного внимания.
В 1975 году он был назначен профессором факультета общей психологии в Хельсинкском университете.
В 2007 году Юри Алик пригласил 68-летнего учёного работать профессором в Тартуском университете. В 2008 году он стал также приглашённым профессором Орхусского университета в Дании. Помимо работы в Эстонии и Дании он продолжает исследования в Хельсинки. Является академиком Академии наук Финляндии.
Он входил в редакционные советы и рецензировал специализированные журналы (например, Brain Research, International Journal of Psychophysiology, Journal of Cognitive Neuroscience, NeuroReport). Он опубликовал статьи в сотрудничестве с тысячами исследователей. По состоянию на июнь 2014 г., согласно данным Google Scholar, соавторы не указаны в качестве соавторов, а количество цитирований составило 62 182 (17 578 с 2013 г.), в результате чего индекс Хирша составил 128 (64 с 2009 г.), что составляет 0,5. % самых цитируемых ученых, которые все еще живы, самых цитируемых ученых в истории Финляндии и Эстонии. Примечательно, что Теуво Кохонен также претендует на звание самого цитируемого финского ученого.